# Spiral (album)
Spiral este un album de muzică electronică al compozitorului grec Vangelis apărut în anul 1977. Ingineri de sunet: Keith Spencer-Allen și  Marlis Duncklau.

## Lista pieselor
Fața A:
1. "Spiral"  – 6:55
2. "Ballad"  – 8:27
3. "Dervish D"  – 5:21

Fața B:
1. "To the Unknown Man"  – 9:01
2. "3+3"  – 9:43

## Informații album
Toate piesele sunt compuse de Vangelis.

Piesa 3 prezintă mențiunea (inspirat de dansatorul Dervish a cărui rotație descrie spirala universului).

Albumul este în întregime instrumental, cu excepția piesei "Ballad" care conține secvențe procesate ale vocii lui Vangelis. Este una din rarele piese din întreaga discografie a lui Vangelis unde vocea îi poate fi auzită.
 
Instrumentele folosite sunt sintetizatorul, secvențiatorul,  pianul electric, baterie și instrumente de percuție. Este primul album în care Vangelis foloseste sintetizatorul Yamaha CS-80, folosit din plin în creațiile compozitotului.
 
Stilul albumului este futuristic, Vangelis utilizând la maxim tehnologia sintetizatoarelor existente în acea vreme. Aste probabil albumul în care a folosit cel mai mult secvețiatorul. Fiecare piesă prezintă un stil unic.
 
Multe piese au fost și încă mai sunt folosite ca teme muzicale de televiziunile din toată lumea.

Coperta albumului este creată de Vangelis însuși.